# Konfessionelle Parität
Konfessionelle Parität ist die gleichberechtigte Aufteilung der Macht zwischen verschiedenen Konfessionsgruppen.

## Deutschland und Schweiz
In Deutschland und der Schweiz wurde nach der Reformation in einigen konfessionell gemischten Gebieten die Herrschaft zwischen Katholiken und Protestanten paritätisch aufgeteilt und nach dem Dreißigjährigen Krieg vertraglich verankert. Teilweise wurden Kirchen als Simultankirchen paritätisch von zwei Konfessionen gleichzeitig genutzt.
Paritätische Gebiete in Deutschland waren hauptsächlich die vier bzw. sechs schwäbischen paritätischen Reichsstädte, das Hochstift Osnabrück sowie Teile der Lausitz (siehe hierzu den entsprechenden Geschichtsabschnitt im Artikel Oberlausitz).
In der Schweiz galt konfessionelle Parität insbesondere in den Kantonen Aargau, Glarus, Graubünden, St. Gallen und Thurgau. Simultankirchen befanden sich ganz überwiegend in den Ostschweizer Kantonen St. Gallen und Thurgau; diese wurden jedoch nach Kirchenneubauten im 19. und 20. Jahrhundert fast überall in konfessionelle Kirchen umgewandelt.

## Außerhalb Mitteleuropas
Für den Libanon vereinbarten Muslime und Christen 1989 im Abkommen von Taif eine paritätische Machtverteilung (im Parlament) zu gleichen Anteilen christlicher und muslimischer Abgeordneter. Zuvor hatte der Nationalpakt 1943 die Macht im Schlüssel von 6 zu 5 an verschiedene Christen- bzw. Muslim-Gruppen verteilt und auch festgelegt, dass der Staatspräsident immer ein Christ, der Premierminister ein sunnitischer Muslim und der Parlamentspräsident ein schiitischer Muslim sein muss. Der Libanon ist seit 1943 ein paritätischer Staat.
Auch das Staatspräsidium Bosnien und Herzegowinas aus drei gewählten Mitgliedern, dessen Oberhaupt als Staatsoberhaupt alle acht Monate wechselt, besteht konfessionsparitätisch (indirekt ethnisch-paritätisch) aus je einem bosniakischen (=muslimischen), serbischen (=orthodoxen) und kroatischen (=katholischen) Mitglied.
Religiöse Parität wird aus innenpolitischen Gründen offiziell auch für Tansania und Eritrea proklamiert, ohne dass jedoch die Macht zwischen den Religionen paritätisch geteilt wäre.